# Luigi Carlo Farini
Pour les articles homonymes, voir Farini (homonymie).
Luigi Carlo Farini (né le 22 octobre 1812 à Russi, dans la province de Ravenne, en Émilie-Romagne et mort le 1er août 1866 à Quarto, en Campanie) est un médecin, historien et homme d'État italien du XIXe siècle, qui est président du conseil des ministres du royaume d'Italie en 1862 et 1863.

## Biographie
La famille Luigi Carlo Farini est de tradition patriotique, son père est maire de Russi. Jeune il adhère à la charbonnerie, par la suite Giovine Italia. Il obtient son diplôme de médecin mais sa passion de la politique le pousse à participer aux mouvements de 1831, ce qui le contraint à l'exil.
En 1845 il écrit la proclamation de Rimini ou « manifeste de Rimini aux princes et aux peuples d'Europe » (Proclama di Rimini ou Manifesto di Rimini ai principi e ai popoli d'Europa) à tous les gouvernements et souverains européens contre Grégoire XVI, pour demander une plus grande liberté d'action politique des habitants de la Romagne.
En 1848, il rentre d'exil et est nommé ministre de Pie IX. En 1849 il obtient la nationalité piémontaise.
Entre 1849 et 1856 il est député libéral et ministre auprès de Massimo d'Azeglio, il devient par la suite un collaborateur de Cavour. En 1859 il est nommé gouverneur de Modène et élu président de l'Émilie et organise l'annexion au royaume d'Italie.
Entre le 8 décembre 1862 et le 24 mars 1863 Luigi Carlo Farini est chef du gouvernement mais, après quelques semaines, il est frappé d'une grave affection mentale, cachée afin de ne pas alarmer un groupe financier avec lequel le gouvernement est en négociation pour un prêt. Il est obligé de démissionner après un conseil des ministres pendant lequel, à la suite de la révolte polonaise contre le tsar, il en était arrivé à menacer le roi avec un couteau pour l'obliger à déclarer la guerre à la Russie. Il meurt trois ans après.
Il a été membre de la Franc-maçonnerie.

## Publications
- Storia dello Stato Romano dall'anno 1815 al 1850 ;
- Storia d'Italia dall'anno 1814 ai nostri giorni